# Keeper of Greek and Roman Antiquities
Keeper of Greek and Roman Antiquities (Chefkurator der griechischen und römischen Altertümer) ist der Titel des Leiters der Antikenabteilung des British Museum in London.
Dieses Amt hatten bisher folgende Archäologen inne:
- Charles Thomas Newton (1861–1886)
- Alexander S. Murray (1886–1904)
- Cecil Harcourt Smith (1904–1909)
- Arthur Hamilton Smith (1909–1925)
- Henry Beauchamp Walters (1925–1932)
- Edgar John Forsdyke (1932–1936)
- Frederick N. Pryce (1936–1939)
- Bernard Ashmole (1939–1956)
- Denys Haynes (1956–1976)[1]
- Brian F. Cook (1976–1993)
- Dyfri Williams (1993–2007)
- J. Leslie Fitton (2007–2021)
- Peter Higgs (kommissarische 2021–2022)
- Thomas Harrison (seit 2023)[2]

## Belege
1. ↑  Obituary: D. E. L. Haynes. 5. Oktober 1994, abgerufen am 24. August 2023 (englisch).
2. ↑  Professor Thomas Harrison. Abgerufen am 24. August 2023 (englisch).